# Hexpol
Hexpol AB er en svensk producent af polymerer i gummi, TPE og andre materialer. Den blev etableret i 2008, da Hexagon Polymers blev fraskilt Hexagon AB. Koncernen er inddelt i to enheder Hexpol Compounding og Hexpol Engineered Products. De har bl.a. datterselskaberne Gislaved Gummi AB, Stellana AB og Elasto Sweden AB.